# Chotel Czerwony
Chotel Czerwony est une localité polonaise de la gmina de Wiślica, située dans le powiat de Busko en voïvodie de Sainte-Croix.